# Expedición ártica de Andrée

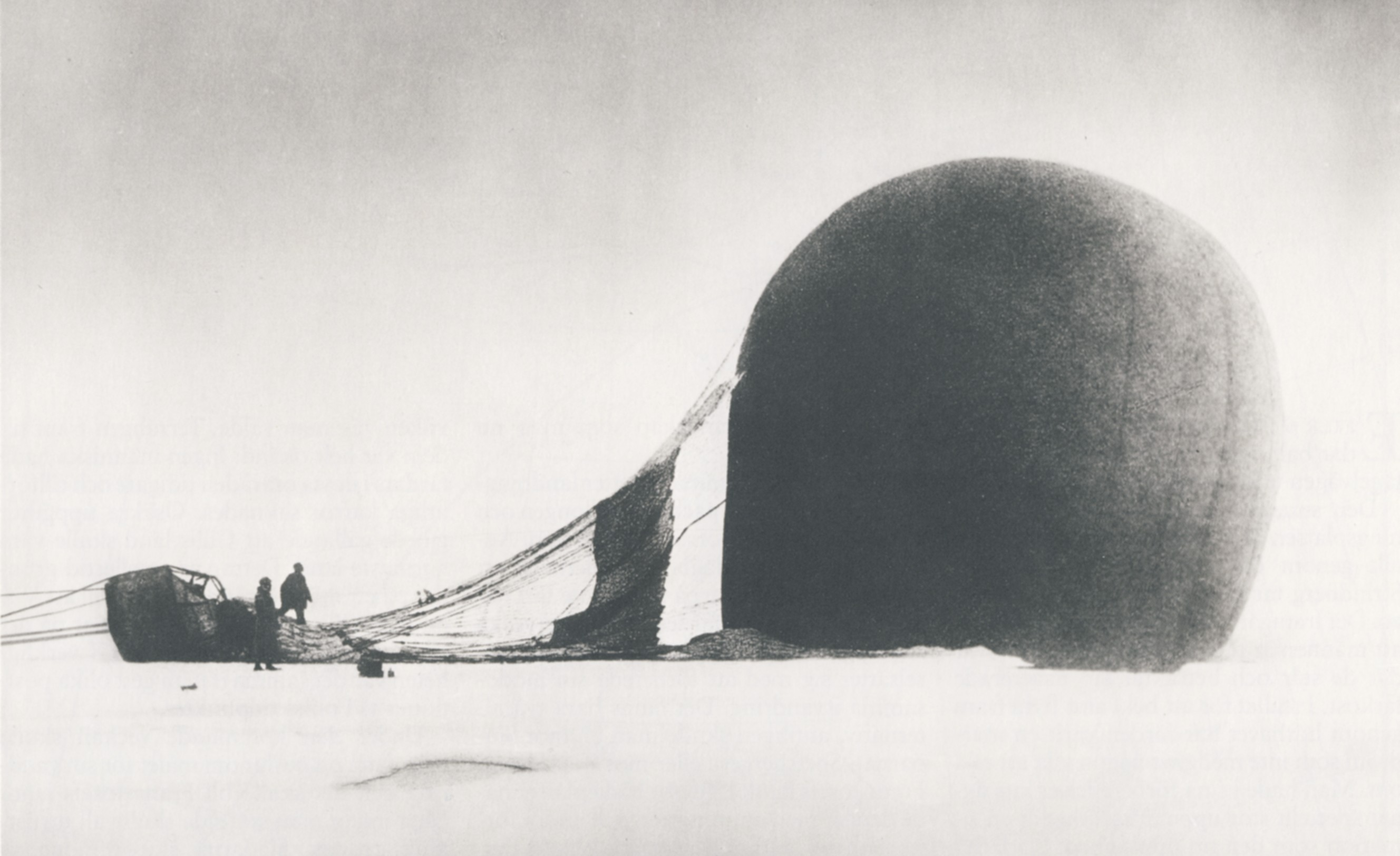
S. A. Andrée y Knut Frænkel con el accidentado globo en la banquisa, fotografiados por el tercer expedicionario Nils Strindberg. La película expuesta de esta fotografía, junto con otras de la expedición, se recuperó en 1930.

La expedición ártica de S. A. Andrée fue un fallido intento de alcanzar el Polo Norte en globo. La expedición fue comandada por el ingeniero sueco S. A. Andrée, que partió desde la isla de Danskøya, en el archipiélago noruego de las Svalbard, junto con Knut Frænkel y Nils Strindberg en julio de 1897. Tras caer el globo sobre la banquisa y después de caminar durante tres meses sobre el hielo, los tres participantes fallecieron. Sus cuerpos fueron encontrados en 1930 en la isla de Kvitøya.
El pionero sueco en navegación aerostática S. A. Andrée propuso realizar el plan de viajar en un aerostato de hidrógeno desde el archipiélago de Svalbard, cruzando el océano Ártico hasta Rusia o Canadá. Este viaje debería, con algo de suerte, sobrevolar el Polo Norte. El proyecto fue recibido con patriótico entusiasmo en Suecia, una nación nórdica que se había rezagado en la carrera por el Polo Norte.
Andrée ignoró muchas señales sobre la peligrosidad de su plan. Para que su viaje pudiera tener éxito, era imprescindible el dominio en el control del globo. El ingeniero había inventado un método de control con cables de arrastre y decidió que el aerostato de la expedición fuese controlado por ese método, a pesar de las muchas pruebas de que ese método no era particularmente confiable. Peor aún fue que el Örnen (El Águila), el globo en el que se haría la expedición, fue llevado directamente a Svalbard desde su fábrica en París, sin haber sido probado. Cuando las mediciones mostraron que el globo perdía más gas de lo esperado, Andrée ignoró las consecuencias de esto. Actualmente se considera que el exceso de optimismo, la fe en las posibilidades de la técnica y la falta de respeto por el poder de la Naturaleza, fueron las principales causas de la fatal suerte de la expedición, y de la muerte de Andrée y sus coexpedicionarios.

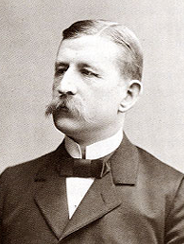
S. A. Andrée (1854–97).

Andrée, Strindberg y Frænkel salieron de Danskøya (Svalbard) el 11 de julio de 1897. Al poco tiempo el globo comenzó a perder rápidamente hidrógeno y se estrelló en el casquete polar el 14 de julio. Los exploradores salieron ilesos del siniestro, pero se enfrentaban ahora a un extenuante regreso al sur, a pie, sobre el hielo flotante. Inadecuadamente vestidos, equipados y preparados, y enfrentados a la dificultad del terreno, su regreso fue muy inseguro. Al cerrarse el invierno ártico en octubre, los hombres habían apenas alcanzado a llegar, agotados, a la deshabitada isla de Kvitøya en las Svalbard, donde finalmente murieron.

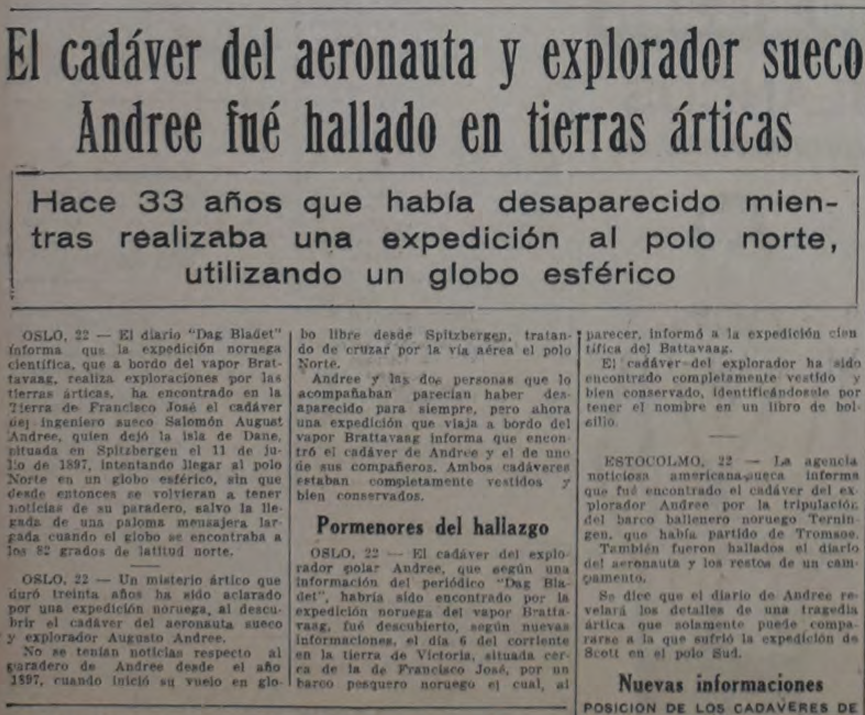
El diario argentino La Vanguardia del 23 de agosto de 1930 informa sobre el hallazgo del cuerpo de Andrée.

Durante 33 años la suerte del grupo se convirtió en uno de los misterios sin resolver del Ártico. Cuando se descubrió casualmente en 1930 el último refugio de la expedición, causó gran sensación en Suecia, donde se guardó luto nacional por los héroes perdidos. Más tarde, el papel de Andrée fue revaluado, junto con el uso de las zonas polares como campo de pruebas de la masculinidad o virilidad, y el patriotismo. Un temprano ejemplo de esto último es el superventas de Per Olof Sundman Ingenjör Andrées luftfärd [El viaje aéreo del ingeniero Andrée], una novela de ficción que retrata a Andrée como débil y cínico a merced de los medios y de sus patrocinadores. Frans G. Bengtsson, en su ensayo sobre la expedición, muestra una imagen similar.
Ante los autores modernos, la visión de Andrée, quien virtualmente sacrificó la vida de sus jóvenes compañeros, varía en dureza, dependiendo si se lo ve como un manipulador o como una víctima del fervor nacionalista sueco durante el cambio de siglo.

## La planificación

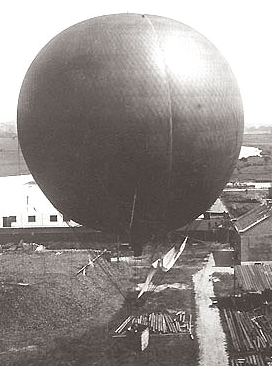
El aerostato Svea de Andrée en 1894.

La segunda mitad del siglo XIX es llamada en ocasiones como la era heroica de las expediciones polares. Las inhospitalarias y peligrosas regiones polares del norte y el sur se veían, no como tierras con su propia ecología y culturas, sino como retos al ingenio tecnológico y a la osadía de los hombres.
S. A. Andrée compartía esta visión, y sus planes para su viaje en globo encuadra perfectamente en el patrón de esa era. Él creía que podía iniciar el viaje en Svalbard, sobrevolar el océano Ártico hasta el estrecho de Bering aterrizando bien en Alaska, Canadá o Rusia tras pasar cerca, o directamente sobre, el Polo Norte.
Andrée era ingeniero de la Real Oficina de Patentes en Estocolmo y estaba fascinado con los globos aerostáticos. En 1893 compró su propio globo, el Svea, con el cual haría nueve viajes, cada uno de ellos saliendo, bien de Gotemburgo o de Estocolmo, completando así 1500 km de vuelo.
Los predominantes vientos del oeste solían llevar el globo sobre el Mar Báltico acercando la canasta peligrosamente al agua, estrellándose varias veces en las rocosas islas del Archipiélago de Estocolmo. En una ocasión fue arrastrado sobre el Báltico hasta Finlandia. En el más largo de sus viajes partió de Gotemburgo dirigiéndose al este atravesando el país y parte del Báltico antes de aterrizar en Gotland. A pesar de haber visto un faro y escuchar las olas romper sobre Öland, Andrée creyó todo el tiempo que viajaba sobre tierra firme y que las masas de agua eran tan solo lagos.

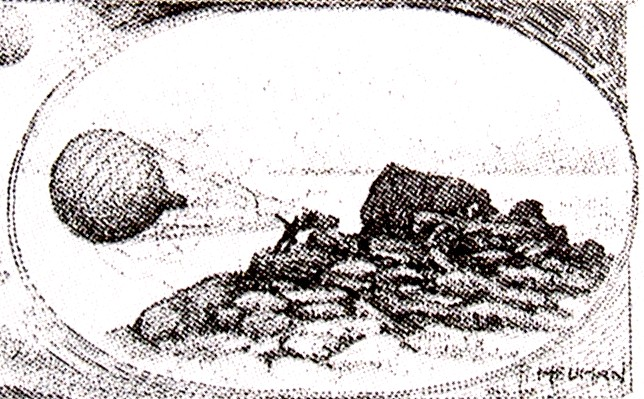
Dibujo en un diario mostrando a Andrée en una isla del Báltico intentando controlar el Svea durante un fuerte viento.

En un par de viajes del Svea, Andrée probó el sistema de control con cables de arrastre de su propia invención, el cual pensaba utilizar durante su planeada expedición ártica. Los cables de arrastre eran pesados cables que llegaban a tierra, y cuya función consistía en impedir que el globo alcanzara la velocidad del viento, lo que permitía medianamente controlar el globo. Una vez alcanzada la velocidad del viento, ni las velas ni los cables de arrastre lograban control alguno y el globo era, básicamente, una nave a la deriva. Andrée creía que los cables y las velas hacían del globo una nave completamente controlable, algo que los aeronautas modernos consideran imposible. La Federación Sueca de Aeronautas, atribuye la convicción de Andrée a quimeras, vientos caprichosos y el hecho de que Andrée volaba gran parte del tiempo entre nubes sin tener idea, realmente, de donde se encontraba. Adicionalmente las cuerdas de arrastre presentaban muchos problemas descubiertos más tarde: se pueden romper, caerse, enredarse entre ellas o atascarse en accidentes del terreno; esto, junto con el hecho de que el globo navega peligrosamente cerca del suelo, puede conducir a una colisión. Actualmente nadie considera seriamente que las cuerdas de Andrée puedan ofrecer un método confiable para controlar un globo aerostático.

## Promoción y colecta

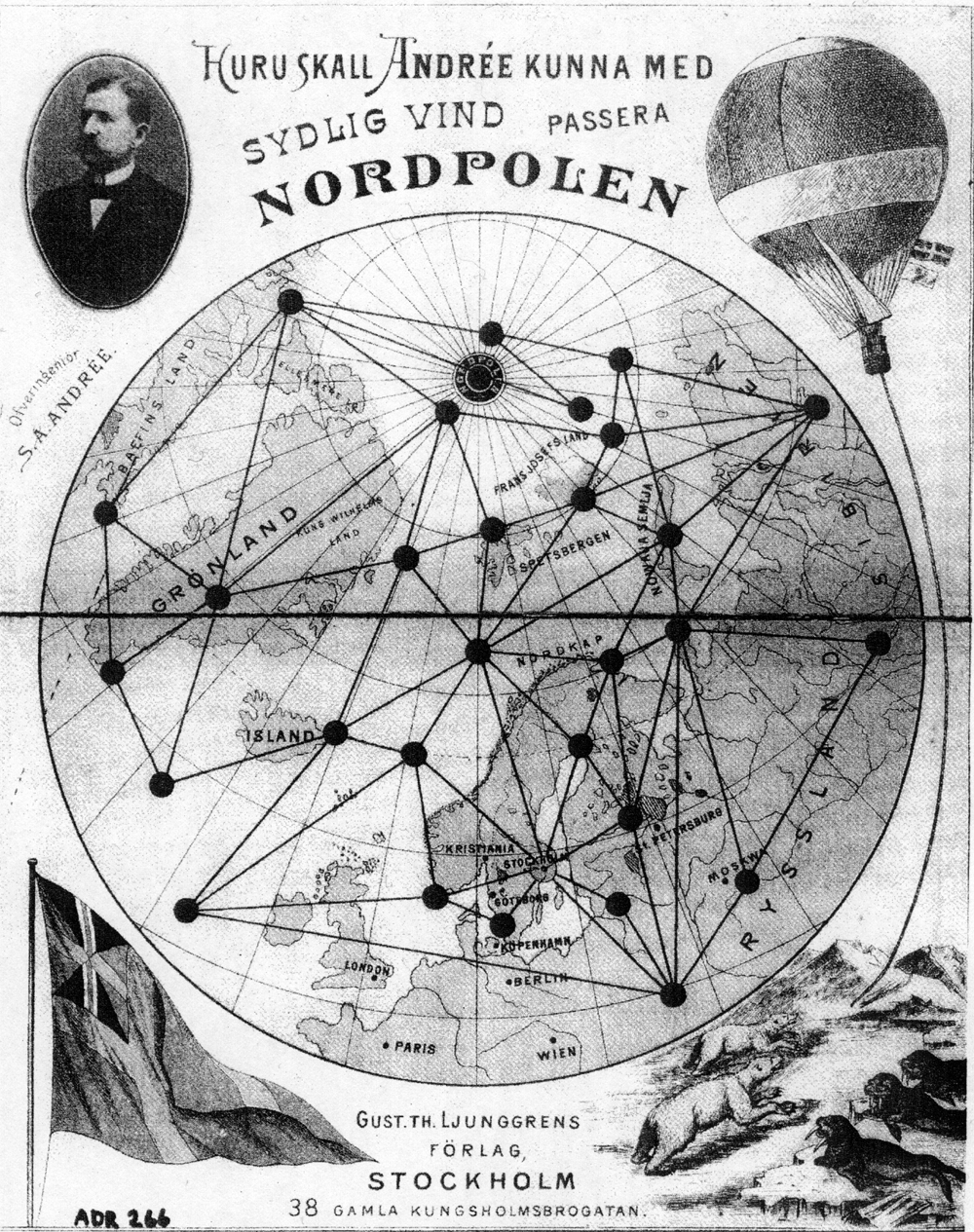
Juego de salón sueco sobre el viaje de Andrée. Se muestran osos polares tratando de agarrar las cuerdas de arrastre del globo.

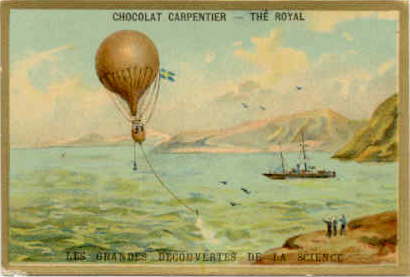
Visión de un artista francés de la partida en Svalbard del globo.

A diferencia de Noruega (entonces en unión personal con Suecia, pero políticamente subordinada) que había realizado grandes avances en los viajes polares, incluyendo al gran explorador polar Fridtjof Nansen, Suecia no tenía nada que mostrar en este frente.
La élite política y científica sueca estaba ansiosa de que Suecia tomara el liderazgo entre las naciones escandinavas. Andrée era un orador persuasivo y no tuvo dificultad alguna para presentar sus planes en ese ambiente.
El 13 de febrero de 1895 en una conferencia en la Real Academia de las Ciencias de Suecia y ante la Sociedad Sueca de Antropología y Geografía, logró despertar un gran entusiasmo entre el público.
En la conferencia aclaró que un viaje de descubrimiento al Polo norte en globo aerostático, exigía cuatro características en el globo:
- suficiente fuerza de elevación para soportar a tres personas junto con sus equipos científicos, cámaras avanzadas de fotografía aérea y provisiones para cuatro meses y lastre, los cuales calculaba en 3 toneladas;
- suficiente hermetismo para mantener el gas durante el viaje de 30 días;
- el gas debería ser fabricado y el globo llenado en el punto de partida en el Ártico;
- el globo debería ser más o menos controlable.

Andrée era muy optimista al describir lo fácil que sería cumplir esas cuatro condiciones. En Francia se estaban fabricando globos cada vez más grandes y herméticos, afirmaba. Algunos aerostatos franceses habían permanecido llenos por más de un año sin perder su capacidad de flotar. Llenar el globo en el sitio de partida podría cumplirse por medio de unidades móviles de fabricación de hidrógeno. En cuanto a la capacidad de control, mostró sus experimentos con el Svea, asegurando que alcanzar hasta 27 grados con respecto al curso del viento era rutina.
Aseguró a la audiencia que el verano ártico ofrecía condiciones excepcionales para el vuelo en globo. El sol de medianoche ofrecería la posibilidad de realizar observaciones durante todo el día acortando el tiempo de viaje requerido, al no requerir de anclaje nocturno (el cual podría ser, por otro lado, peligroso). Las condiciones de flotabilidad del globo no se verían afectadas por los cambios de temperatura. Las cuerdas de arrastre serían muy adecuadas para controlar el globo en un ambiente en el que el hielo ofrecía poca resistencia y la vegetación no existía. Las mínimas precipitaciones en el área disminuían el riesgo de arrastrar el globo contra el terreno por acumulación de nieve, y en el eventual caso de que la nieve o la lluvia cayeran, esta sería barrida por el viento, ya que el globo iría más despacio que el viento.
El público quedó convencido con los argumentos, ignorando las realidades de las tormentas árticas en verano, la neblina, la alta humedad y el riesgo siempre presente de formación de hielo.
La Academia aprobó el plan y el presupuesto de Andrée de 130.800 coronas (poco menos de un millón de dólares en 2007), de las cuales 36.000 coronas servirían para adquirir el globo. Con el respaldo de la Academia, el camino para financiar el proyecto se allanó. Hasta el rey Óscar II y el magnate inventor de la dinamita Alfred Nobel contribuyeron.
El proyecto despertó también el interés internacional. Periódicos de Europa y de Estados Unidos describían el proyecto, y sus lectores sentían curiosidad por un plan tan moderno y tan científico que parecía provenir de los libros de Julio Verne. La prensa alimentaba el interés con predicciones que variaban desde la segura muerte de los exploradores hasta el manejo seguro y confortable de un viaje en "aeronave" planeado por expertos parisinos y científicos suecos.

En estos días, la construcción y la orientación de los aerostatos ha mejorado considerablemente y se supone, tanto por los expertos parisinos como por los científicos suecos que han asistido a M. Andree, que la cuestión de un vuelo sostenido en este caso tendrá una respuesta muy satisfactoria por el carácter del globo, por su cuidadosa dirección y, siempre que entre en una corriente de aire polar, por los elementos mismos.
In these days, the construction and guidance of airships have been improved greatly and it is supposed, both by the Parisian experts and by the Swedish scientists who have been assisting M. Andree, that the question of a sustained flight in this case will be very satisfactorily answered by the character of the balloon, by its careful guidance and, providing it gets into a Polar current of air, by the elements themselves.
Providence Journal (periódico estadounidense).

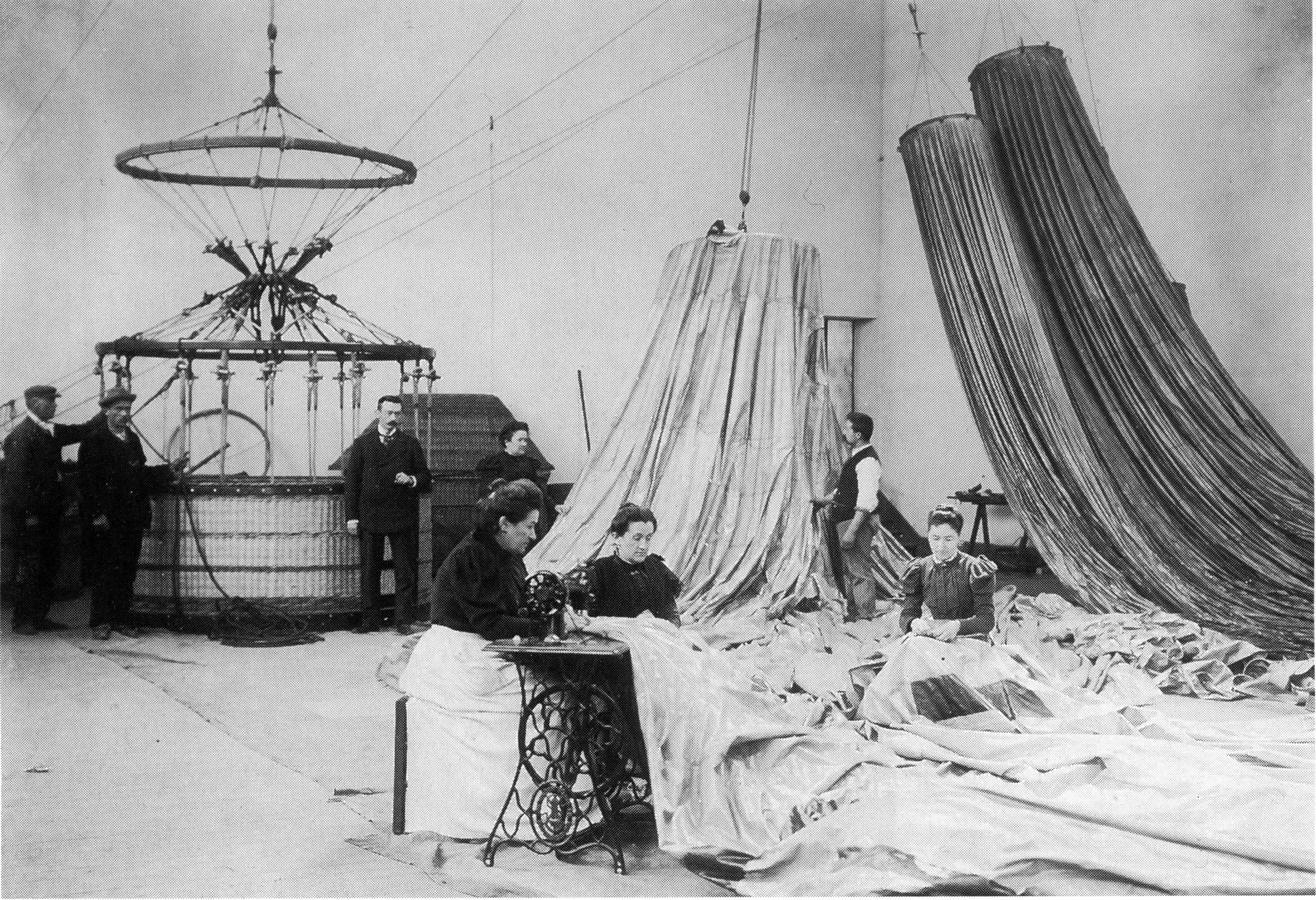
Fábrica de globos de Henri Lachambre en París, donde se fabricó El Águila.

La fe en los expertos y en la ciencia era común en la prensa popular, pero con la atención internacional llegó, por primera vez, la crítica informada. Siendo Andrée el primer aeronauta sueco, nadie en ese país tenía el conocimiento requerido para discutir en temas como la flotabilidad o las cuerdas de arrastre.
Alemania y Francia, por otro lado, tenían una larga tradición en vuelo en globo y aeronautas mucho más experimentados que Andrée, y muchos de ellos expresaron su escepticismo en sus métodos e invenciones. Sin embargo, el optimismo de Andrée no fue mellado por la crítica. Con el entusiasmado cubrimiento de la prensa nacional e internacional, Andrée comenzó a negociar con el aeronauta y fabricante de globos Henri Lachambre en París, capital mundial del vuelo en globo, y ordenó un globo de seda de tres capas barnizadas, de 20.5 m de diámetro. Originalmente el globo se llamó Le Pôle Nord (El Polo Norte en francés), pero poco antes del viaje se cambió por Örnen (El Águila, en sueco).

## El fiasco de 1896

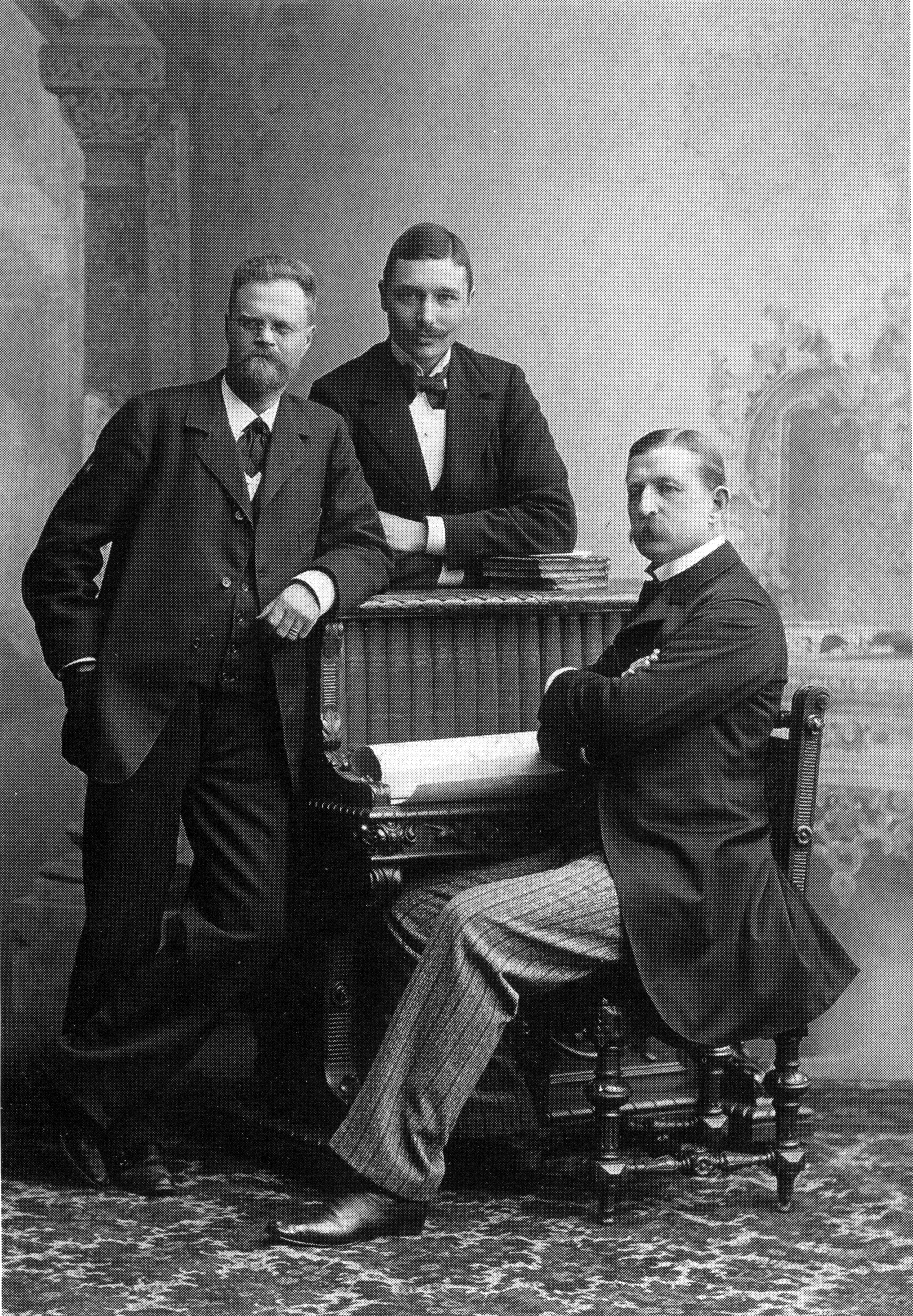
Tripulación de la expedición planeada para 1896. De derecha a izquierda Nils Gustaf Ekholm, Nils Strindberg y S. A. Andrée.

Andrée planeaba viajar en 1896 y tenía entonces a varios candidatos voluntarios para tomar un puesto como expedicionarios. Escogió a Nils Gustaf Ekholm, un reconocido meteorólogo ártico, quien había sido jefe de la expedición geofísica a Spitsbergen en 1882 y 1883, en la cual Andrée participó. El equipo lo completó con el brillante estudiante Nils Strindberg, quien ya había realizado investigación original en física y química. El principal objetivo científico de la expedición era cartografiar el área por medio de la fotografía aérea, y Strindberg era un devoto fotógrafo aficionado y un diestro constructor de cámaras de fotografía avanzadas. La expedición contaba así con conocimientos técnicos y científicos en muchas áreas, pero sus miembros carecían de la fortaleza y el entrenamiento físico necesario para sobrevivir en condiciones extremas. Los tres eran personas de oficina y laboratorio, y el único joven era Strindberg. Andrée esperaba un viaje tranquilo en la canasta de un globo, donde las capacidades de supervivencia y la fuerza no fueran prioritarias.
Los autores modernos coinciden en que el plan de Andrée para la expedición ártica no era realista en absoluto. El expedicionario confiaba en que los vientos soplarían más o menos hacia donde deseaba ir, que sería capaz de ajustar el rumbo con velas y cables de arrastre, que el globo estaría lo suficientemente sellado para mantenerse a flote por 30 días y que la nieve y el hielo no se acumularían, sobrecargando el globo. El primer intento de Andrée para la expedición fue en el verano ártico de 1896; sin embargo, el viento sopló sostenidamente desde el norte hasta que los expedicionarios se vieron obligados a rendirse, dejar escapar el gas, guardar el globo en un hangar y volver a casa. Hoy se sabe que en Danskøya predominan los vientos del norte, pero a finales del siglo XIX el conocimiento sobre el clima ártico no era más que conjeturas, incluso para expertos como Ekholm, quien no objetó las teorías de Andrée. Los datos basados en la observación eran, simplemente, inexistentes.
Por otro lado, Ekholm era escéptico sobre las posibilidades del globo de retener el hidrógeno y realizó algunas medidas al respecto. Las pruebas de empuje realizadas en el verano de 1896, mientras se producía el hidrógeno y se bombeaba al aerostato, lo convencieron de que el globo dejaba escapar demasiado hidrógeno para alcanzar a llegar siquiera al polo, mucho menos a Rusia o Canadá. Las peores pérdidas venían de los aproximadamente ocho millones de pequeños agujeros en las costuras, para los cuales no fue suficiente ninguna cantidad de tiras de seda engomada o el barniz de fórmula secreta, para lograr un buen sellamiento. El globo perdía un empuje de cerca de 68 kilos por día. Teniendo en cuenta la pesada carga, Ekholm calculaba que el globo duraría máximo 17 días en el aire. Cuando llegó el tiempo de volver a casa, Ekholm advirtió a Andrée que no participaría en el próximo intento, programado para el verano de 1897, a menos que se consiguiera un globo más firme y hermético.
Andrée rechazó las críticas de Ekholm, bordeando el engaño. En el barco de regreso desde Svalbard, el ingeniero en jefe de la planta de hidrógeno le contó a Ekholm las causas de las anormalidades que había notado en sus mediciones: Andrée, de tiempo en tiempo, le había ordenado bombear hidrógeno extra. Los motivos de esta conducta autodestructiva se desconocen. Varios autores modernos, comenzando por el retrato de Andrée en la novela semidocumental de Sundman Ingenjör Andrées luftfärd (1967), han especulado que para ese tiempo Andrée se había convertido en un prisionero de su propia propaganda.

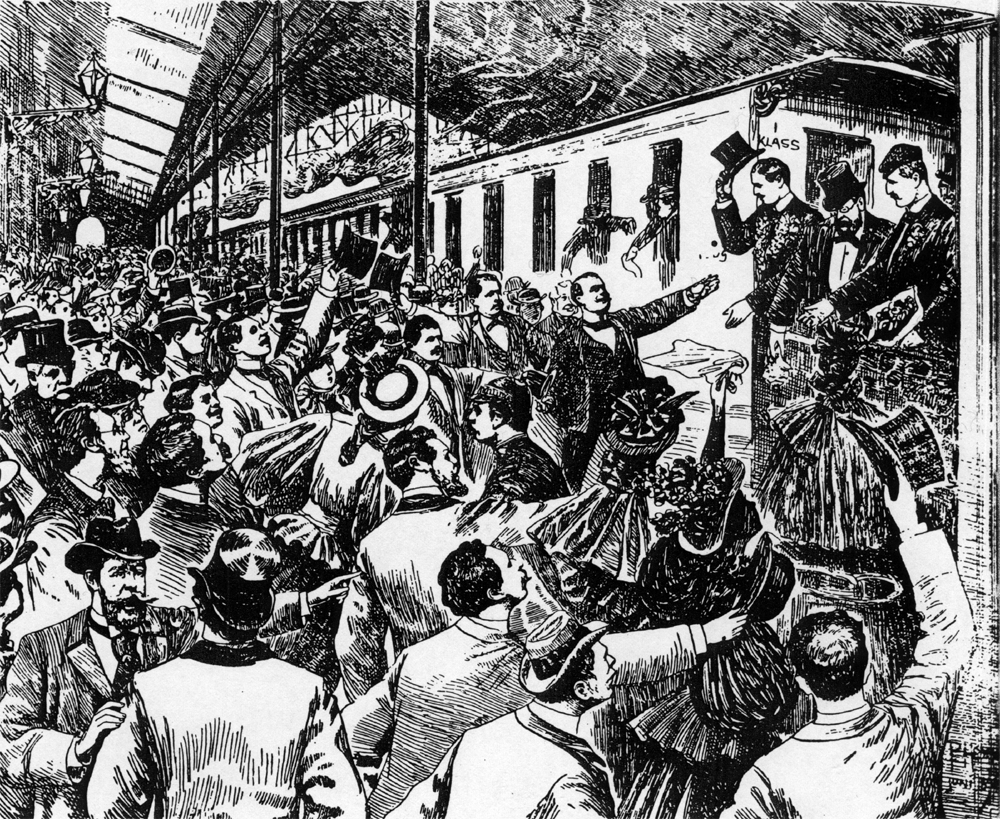
Expedición del Aftonbladet mostrando la festiva despedida de Estocolmo en la primavera de 1896.

Los patrocinadores y los medios siguieron cada retraso, reportando cada dificultad y clamando por resultados. Los expedicionarios habían sido despedidos por masas jubilosas tanto en Gotemburgo como en Estocolmo y regresaban ahora sin nada, salvo una larga espera por vientos apropiados en Danskøya.
Por el mismo tiempo, regresaba del Ártico el científico y explorador noruego Fridtjof Nansen  convertido en una gloria polar tras su aventurada, pero mucho mejor planeada, expedición a bordo del navío de exploración ártica Fram, que contrastaba con el fracaso de Andrée, que ni siquiera pudo despegar su muy publicitado globo. Sundman especula que ya en este punto Andrée ya no podía enfrentar a la prensa y aceptar que no solo desconocía en qué dirección soplaba el viento, sino que se había equivocado en los cálculos sobre el globo y que necesitaría uno nuevo.

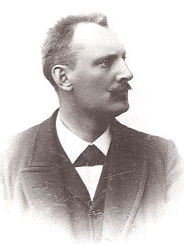
Knut Frænkel (1870–97).

Tras la cancelación del despegue de 1896, el entusiasmo por participar en la expedición en un segundo intento en 1897 no fue tan alto. Sin embargo no faltaron los candidatos y Andrée escogió al ingeniero de 27 años Knut Frænkel para reemplazar a Ekholm. Frænkel era un ingeniero de Jämtland, en el norte de Suecia, y un atleta acostumbrado a largas caminatas en la montaña. Se alistó específicamente para reemplazar a Ekholm en sus observaciones meteorológicas y, sin el conocimiento y bagaje teórico de Ekholm, cumplió efectivamente su labor. Sus anotaciones en el diario meteorológico han permitido reconstruir los movimientos de los tres hombres con una notable exactitud .

## La odisea de 1897

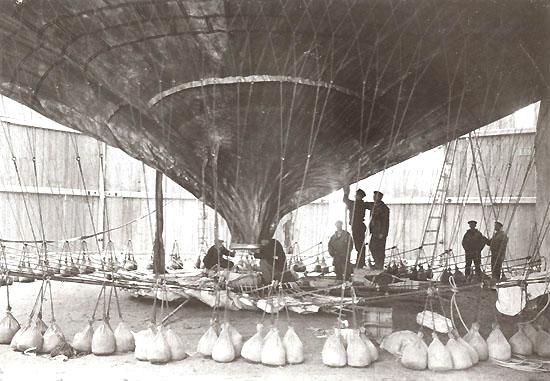
El Águila con sacos de arena que mantienen el globo lleno de hidrógeno en tierra previa partida.

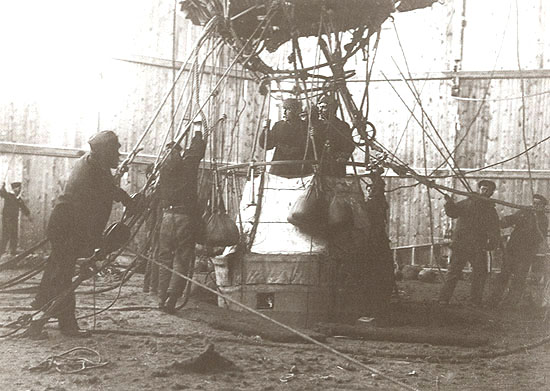
El globo, la tripulación y personal de tierra pocos minutos antes del despegue.

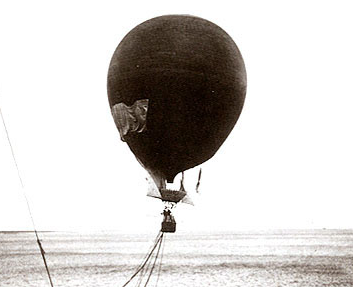
El Águila vuela hacia el norte. Fotografía tomada desde el vapor Virgo.

### Partida, vuelo y aterrizaje
Cuando la expedición regresó a Danskøya en el verano ártico de 1897, encontraron que el hangar construido el año anterior estaba en buenas condiciones, habiendo resistido las tormentas invernales. Los vientos eran también más favorables, y el liderazgo de Andrée más absoluto ahora que Ekholm —más crítico y con mayor autoridad y edad que Andrée— había sido reemplazado por el entusiasta ingeniero de 27 años Frænkel. El 11 de julio sopló un viento sostenido del sudoeste y los expedicionarios se decidieron a partir. Se desmanteló el techo del hangar, los tres exploradores subieron a la pesada canasta y Andrée dictó un último telegrama al rey Oscar y otro al periódico Aftonbladet, que tenía los derechos de la expedición. El equipo de soporte en tierra cortó las últimas sogas que anclaban al globo y este empezó a elevarse lentamente.
Moviéndose sobre el agua a baja altura, la fricción de la cuerda de arrastre de varios cientos de metros fue tan fuerte que tumbó la canasta al agua. La fricción también trenzó las cuerdas al punto que se desprendieron de sus agarres. Los agarres de las cuerdas eran una medida de seguridad extra que Andrée aceptó poco convencido y que permitirían soltar rápidamente las cuerdas si estas se atascaban en el suelo. La mayoría de las cuerdas de arrastre fueron soltadas liberando al globo de 530 kg de soga, al mismo tiempo que se vio a los expedicionarios deshacerse de 210 kg de sacos de arena con el objetivo de salir del agua. 740 kg de peso esencial fue así perdido en los primeros minutos. No se habían apartado mucho del punto de partida y ya El Águila se había convertido de una nave supuestamente controlable en un globo de hidrógeno corriente con unas cuantas cuerdas colgando del mismo y a merced del viento, sin habilidad alguna de ser dirigido y con muy poco lastre. Pronto el globo alcanzó los 700 m de altura, lo cual no figuraba en ningún plan. A esa altura, la mayor diferencia de presiones aceleró la pérdida de hidrógeno.
Los viajeros tenían dos formas de comunicarse con el resto del mundo: boyas y palomas mensajeras. Las boyas eran cilindros de acero encapsulados en corcho. Estas se dejarían caer desde el globo al agua o al hielo para ser llevadas por la corriente a la civilización. Solo dos mensajes en boya han sido encontrados. El primero fue lanzado el 11 de julio a las pocas horas del despegue y reza: «Nuestro viaje va bien hasta ahora. Navegamos a una altitud de 250 m, primero a 10° N al este pero luego a 45° N al este. […] Clima placentero. Espíritus en alto.» El segundo mensaje fue lanzado una hora después e informaba una altura de 600 m. El Aftonbladet había provisto las palomas, criadas en el norte de Noruega, con la esperanza optimista de que regresarían allá. Los cilindros para los mensajes traían instrucciones preimpresas en noruego para que quien los encontrara los enviara a la dirección del periódico en Estocolmo. Andrée liberó al menos cuatro palomas pero ninguna llegó a tierra. Solo una fue cazada desde un vapor noruego sobre el que se había posado. El mensaje estaba fechado el 13 de julio e indicaba la posición de los viajeros: Este a 10° Sur, cerrando «todo bien a bordo». Lundström, entre otros, notan que los tres mensajes omiten mencionar el accidente en la partida y la situación cada vez más desesperada, la cual se detalla en el diario de Andrée: «El globo no tenía equilibrio, navegando demasiado alto y por lo tanto perdiendo hidrógeno más rápido de lo que Nils Ekholm había temido, luego hubo repetidas amenazas de estrellarnos contra el hielo». El globo era empujado hacia el terreno por la lluvia, que lo hacía húmedo y pesado. Toda la arena y parte del equipaje habían sido tirados por la borda para manternerse a flote.
El Águila estuvo en el aire, sin contacto con tierra, por 10 horas y 29 minutos, seguido por 41 horas de un accidentado viaje con varios contactos con el helado suelo, hasta que terminó finalmente sobre la banquisa. El globo voló así un total de dos días, más tres horas y media, en los cuales, de acuerdo a Andrée, nadie a bordo consiguió dormir. El aterrizaje final parece haber sido suave. Nadie resultó herido, ni siquiera las palomas en sus jaulas ni los equipos sufrieron daños, tampoco los delicados instrumentos ópticos de las cámaras de Strindberg.

### A pie por el hielo

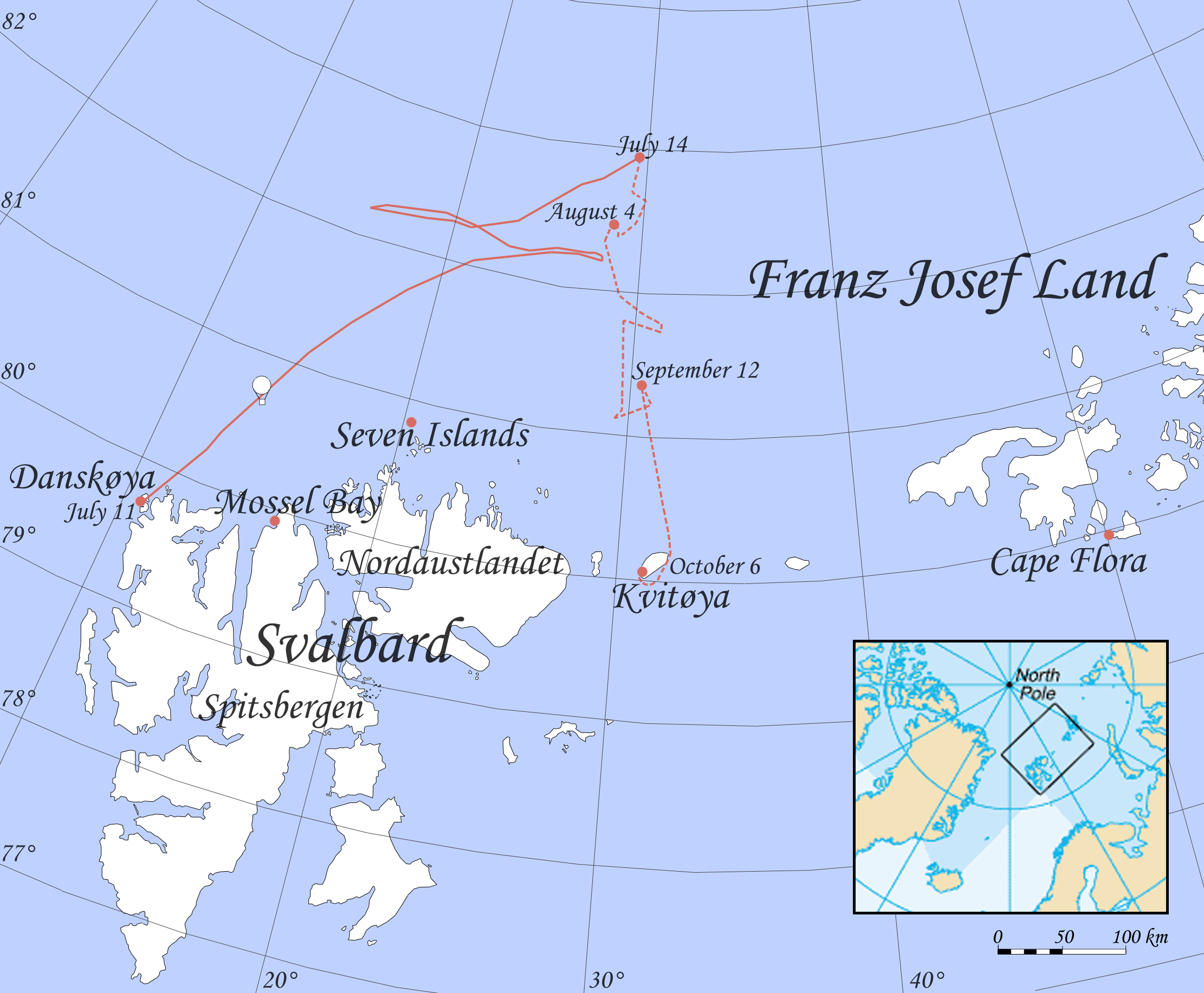
Mapa de la ruta tomada por los expedicionarios, hacia el norte desde Danskøya en globo y hacia el sur hasta Kvitøya a pie.

Frænkel (a la izquierda) y Strindberg con el primer oso polar que cazaron.

Desde que la expedición chocó contra el terreno, la altamente especializada cámara cartográfica de Strindberg se convirtió en un medio para documentar la vida diaria de la expedición sobre el paisaje ártico.
Durante los tres meses que la compañía estuvo sobre la banquisa, Strindberg tomó cerca de 200 fotografías con su cámara que pesaba siete kilos. La más famosa de ellas es, tal vez, aquella en la que Andrée y Frænkel están junto al Águila caída. 
Ambos documentaron detalladamente las vivencias de la expedición y su posición geográfica, Andrée en su diario personal y Frænkel en su diario meteorológico. Strindberg llevó un diario mucho más personal en taquigrafía en el cual cuenta incluso sus reflexiones personales sobre la expedición y varias cartas a su novia Anna.
El Águila había sido aprovisionada con equipamiento de seguridad tales como rifles, zapatos para nieve, trineos, esquíes, una tienda y un pequeño bote (en forma de un atado de tablas pandeadas para ser ensambladas y cubiertas con la seda del globo). La mayor parte de ellos no habían sido almacenados en la canasta, sino en el espacio de almacenamiento sobre el anillo del globo. No se puso mayor cuidado en qué y cómo llevarlos, y Andrée no había estudiado las formas y técnicas en que los nativos del ártico se adaptaban a ese ambiente extremo. En esto se diferenció, no solo de los exploradores posteriores, sino de muchos exploradores anteriores a él. Lunström señala cuánto trabajo extra y agonizante les costó a los exploradores mover los rígidos trineos que Andrée había diseñado, muy diferentes a los trineos usados por los inuit, los cuales resultaron imprácticos para el difícil terreno —«Horrible terreno», describía Andrée—, con canales separando las placas de hielo, altos muros de hielo y depósitos de agua líquida parcialmente congelados. Los expedicionarios no llevaban ropas de piel sino abrigos de paño y pantalones con hule. A pesar de llevar el hule, los exploradores parecían estar siempre mojados por el clima húmedo y neblinoso del verano ártico. Secar la ropa era una preocupación constante que solían tener, vistiéndose en ellas. El peligro era constante, ya que perder las provisiones en alguno de los muchos canales que debían cruzar con los inadecuados trineos hubiera implicado una muerte segura.
Antes de que los tres hombres iniciaran su viaje a pie, permanecieron una semana en la tienda junto al inservible globo, empacando y decidiendo cuanto llevar consigo y hacia donde dirigirse. El aún lejano Polo Norte no surgió como alternativa. Las alternativas eran entre dos depósitos de comida y municiones que se habían dejado para su seguridad, uno en cabo Flora en una de las islas del archipiélago de la Tierra de Francisco José, hacia el este, y uno en Siete Islas, un grupo de siete pequeñas islas al norte de la isla de Nordaustlandet, en las Svalbard, al oeste (véase mapa). Pensando que las distancias eran aproximadamente iguales, a partir de los imprecisos mapas de la época, se decidieron por el mayor de los depósitos en el cabo Flora.
La mayor parte de las fotos de Strindberg fueron tomadas durante esta semana. Entre otras tomó una serie de doce fotografías que completan un panorama de 360° del sitio del aterrizaje.

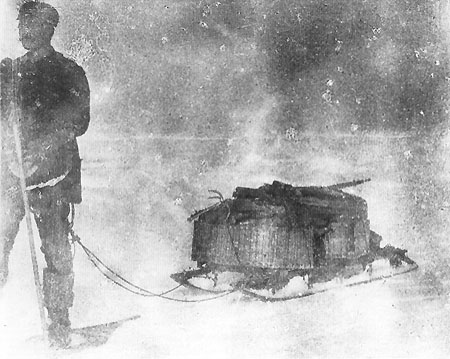
Strindberg con zapatos de nieve tirando de un trineo pesado y no apto para el terreno.

En el globo llevaban una gran cantidad de comida, pero de una variedad más apta para un viaje en globo que para caminar cargando con ella. Andrée se había planteado que en caso de necesidad, daría igual lanzar comida que lanzar arena para aligerar el globo y, si esto no hubiera sido necesario y los exploradores tuvieran la necesidad de pasar el invierno en el Ártico, la comida sí sería necesaria. Por esta razón habían sido empacadas grandes cantidades de provisiones pesadas : 767 kg incluyendo 200 l de agua, cajas de champaña, oporto y cerveza donados por los patrocinadores y fabricantes. Había, incluso, jugo de limón, aunque no como previsión al escorbuto como otros exploradores hubieran considerado necesario. Otras provisiones incluían conservas como pemmican y otros tipos de carne, salchichas, queso y leche condensada.
Parte de la comida había sido arrojada previamente como lastre. Del resto, los hombres cargaron consigo la mayor parte cuando dejaron el sitio del siniestro, dejando una tienda, armas, munición y utensilios de cocina. Cada trineo fue cargado con más de 200 kg de peso. Esta decisión no fue realista: los trineos se quebraron y los hombres que los tiraban se cansaron pronto. Tras una semana, botaron una gran cantidad de comida y otros aparejos que no consideraron completamente necesarios para reducir el peso a 130 kg por trineo. Ahora era más necesario que nunca cazar la comida. Focas, morsas y, especialmente osos polares fueron cazados con los rifles y comidos durante la marcha.

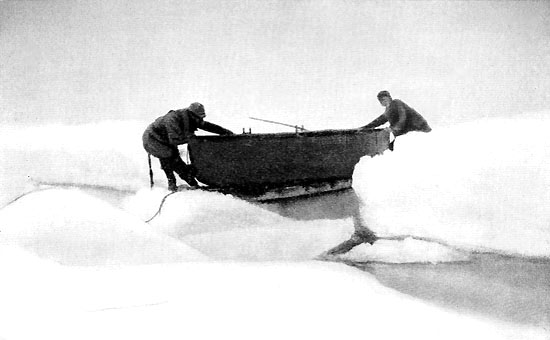
Cruzando un canal con el bote de seda.

El camino hacia la Tierra de Francisco José comenzó el 22 de julio. Los miembros de la expedición pronto se encontraron caminando junto a una pared de hielo de dos pisos de alto que se oponía a su travesía. La deriva del hielo los hacía ir en otra dirección, empujándolos hacia atrás. El 4 de agosto, tras una larga discusión, decidieron dirigirse más bien a Siete Islas en el suroeste, esperando alcanzar el depósito en seis o siete semanas, ayudados por la corriente. El terreno en esa dirección era extremadamente difícil, obligándolos en ocasiones a caminar sobre sus cuatro extremidades, pero en ocasiones había también descansos, cuando encontraban aguas abiertas en las cuales el pequeño bote (que no fue diseñado por Andrée) parecía ser un medio funcional de transporte, que también funcionaba sobre el hielo plano. «¡El paraíso! —escribía Andrée— Grandes tramos de hielo con estanques de agua potable llenos de agua y aquí o ahí un joven oso polar de tiernas carnes.» Aparentemente avanzaron un buen trecho, pero el viento cambió al mismo tiempo en que los hombres avanzaban y de nuevo retrocedieron alejándose de las Siete Islas.
El viento varió entre el suroeste y el noroeste en las siguientes semanas, lo cual trataban en vano de contrarrestar cambiando su curso más y más al oeste, pero pronto fue claro que las Siete Islas estaban fuera de su alcance.
El 12 de septiembre los exploradores se resignaron a tener que pasar el invierno sobre el hielo y acamparon en un gran témpano, dejando que el hielo los llevara a donde fuera «lo cual —escribe Kjellström— venía ya haciendo todo el tiempo.» La deriva del hielo rápidamente los envió al sur hacia Kvitøya. Los hombres pronto construyeron un refugio de invierno sobre el hielo para protegerse del clima cada vez más frío, hecho con paredes de nieve endurecidas con agua de acuerdo a los planos de Strindberg. Cuando Andrée vio qué tan rápido se movían, registró la esperanza de que llegaran al sur a tiempo suficiente para alimentarse directamente del mar. El 2 de octubre, sin embargo, el témpano sobre el que yacían se estrelló contra Kvitøya, quebrándose justo debajo del refugio, viéndose los hombres obligados a transportar sus pertenencias a la isla, lo cual les tomó varios días. «Nadie ha perdido la moral», informa Andrée en una de las últimas anotaciones coherentes de su diario, lo cual termina con «con compañeros como éstos uno podría desenvolverse en prácticamente cualquier situación.» A juzgar por lo incoherente de la escritura y el daño en las últimas páginas del diario de Andrée, es posible que los tres hombres hayan muerto a los pocos días de llegar a la isla.

### Su muerte

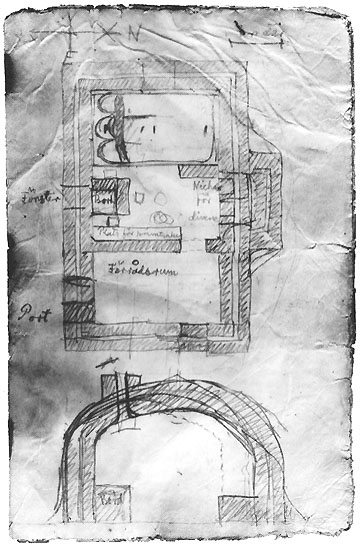
Plano de Strindberg para su refugio de invierno sobre el hielo polar, el cual fue usado por pocos días antes de que el hielo se rompiera bajo ellos.

El motivo exacto de la muerte de estos hombres podría haberse aclararado con el examen de sus restos, pero cuando los cuerpos fueron regresados a Suecia tras 33 años, fueron cremados sin hacer ninguna investigación previa. La pregunta de qué exactamente acabó con la vida de los exploradores ha provocado interés y controversia entre los estudiosos, y varios médicos e historiadores aficionados han leído los diarios minuciosamente, buscando causas en la dieta, los síntomas descritos y detalles del lugar donde murieron. 
Las conclusiones extraídas son las siguientes: los hombres comieron, principalmente, escasas porciones de alimentos enlatados y deshidratados almacenados en el globo, así como grandes cantidades de carne a medio cocer de oso polar y, ocasionalmente, de focas. Sufrían frecuentemente de dolor en los pies y de diarrea. Estaban permanentemente cansados, mojados y congelados. En su último lugar de descanso en Kvitøya, dejaron una gran parte de sus valiosos equipos afuera de la carpa, e incluso cerca a la línea de agua, como si estuvieran demasiado exhaustos, indiferentes o muy enfermos para cargarlos. Strindberg, el menor, habría muerto primero y fue enterrado (puesto a lo largo de una grieta) por los otros.
La hipótesis más conocida fue presentada por el médico Ernst Tryde en su libro de 1952 De döda på Vitön. Allí, expone que los hombres murieron aparentemente de triquinosis que adquirieron por la mala preparación de la carne de oso polar, infectada con Trichinella. En un cadáver de oso polar encontrado en el sitio se encontraron larvas de Trichinella spiralis y tanto Lundström como Dunman creen en esa explicación; mientras que los críticos señalan que la diarrea, que es el principal síntoma enunciado por Tryde, no necesita mayor explicación que la dieta pobre y la miseria física general, y que los principales síntomas de la triquinosis no estarían presentes. Igualmente Fridtjof Nansen y su compañero Hjalmar Johansen vivieron en gran medida de carne de oso polar en la misma área por 15 meses, sin padecer ninguno de dichos efectos. Otras sugerencias incluyen el envenenamiento por vitamina A, por comer hígado de oso (sin embargo los diarios muestran que Andrée estaba bien consciente de este peligro), el envenenamiento por monóxido de carbono (pocos se adhieren a esta teoría, ya que la estufa se encontraba apagada cuando se encontró, y aún con kerosene en el tanque), el envenenamiento por plomo causado por las latas en las que se conservaban los alimentos, y otras causas como escorbuto, botulismo, suicidio (tenían grandes cantidades de opio), el ataque de un oso polar, el frío y exposición al invierno ártico y la deshidratación combinada con fatiga general, apatía y desengaño.
La última teoría es favorecida por Kjellström, quien comenta que Tryde nunca consideró la vida diaria, especialmente cuando su prometedor refugio móvil en el témpano tuvo que ser cambiado por una isla glacial. «La posteridad ha expresado con sorpresa que murieran en Kvitøya, rodeados de comida», escribe Kjellström (p. 54). «La sorpresa es que hayan encontrado la fuerza para vivir tanto tiempo.»

## Especulaciones y descubrimiento

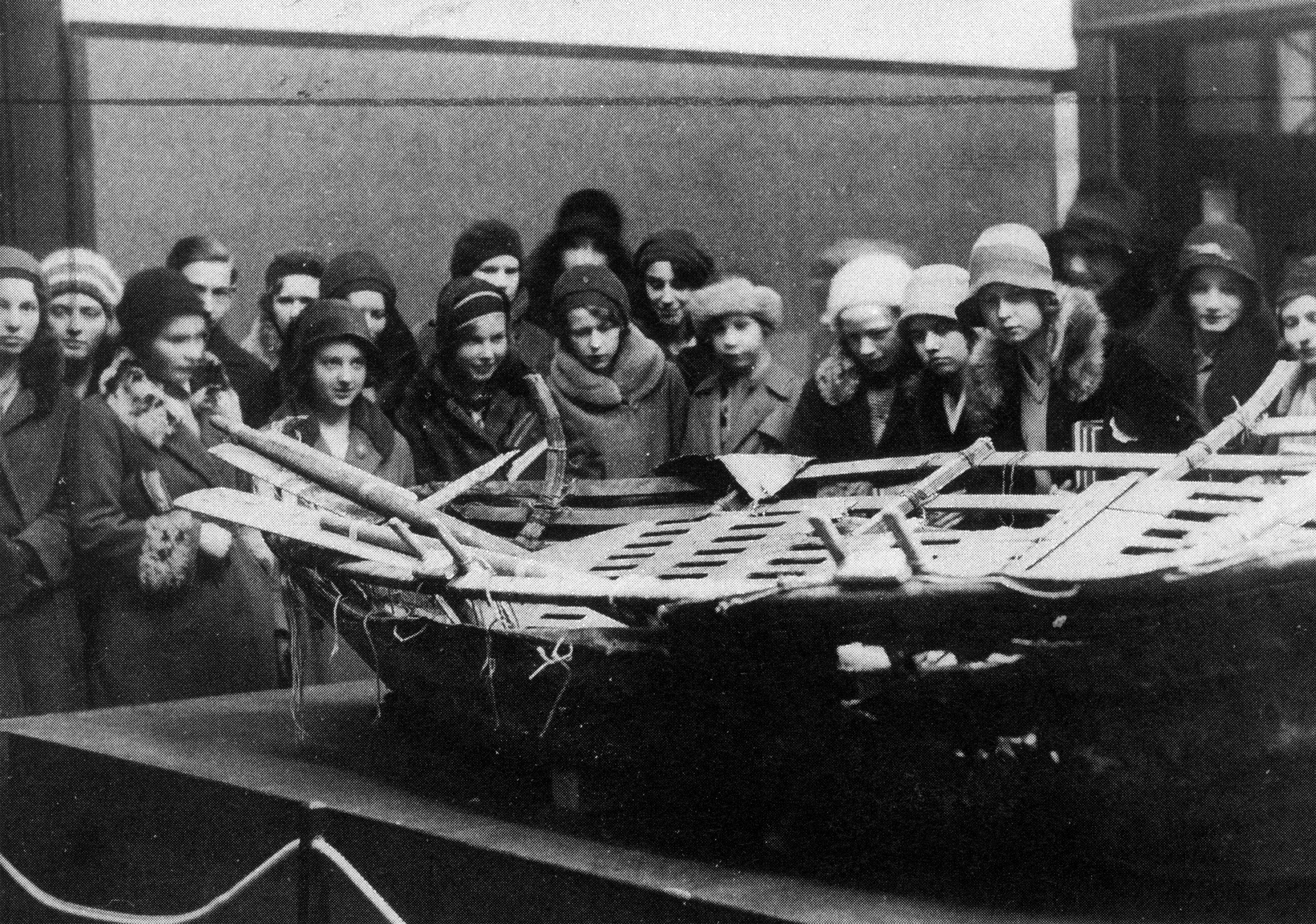
Escolares en Liljevalchs konsthall en Estocolmo, en una presentación de los descubrimientos de Kvitøya.

Durante los siguientes 33 años la perdida expedición entró al mundo de los mitos de la cultura sueca, y hasta cierto punto de otros lados. Por un par de años se les buscó activamente y continuaron siendo objeto de mitos y rumores con frecuentes reportes en los periódicos internacionales sobre posibles hallazgos.
Un detallado archivo de recortes de periódicos estadounidenses del período 1896-1899, titulada The Mistery of Andree (El misterio de Andrée), reflejan un mayor interés de los medios por la expedición después de su desaparición que antes, así como una gran variedad de posibles destinos para los expedicionarios, inspiradas en descubrimientos o informes de descubrimientos, tales como vestigios de lo que fue la canasta del globo, grandes cantidades de seda, historias de hombres cayendo del cielo, o visiones de psíquicos, la gran mayoría de los cuales ubicaban al encallado globo lejos de Danskøya y de Svalbard. Lunström señala que gran parte de los informes nacionales e internacionales tienen las características de leyendas urbanas y reflejan el desconocimiento y la falta de respeto sobre la población propia del Ártico, a quienes pintan frecuentemente como salvajes sin entendimiento, que, o bien matan a los tres exploradores, o bien son indiferentes a su suerte. Todas estas especulaciones fueron refutadas en 1930, cuando se descubrió el lugar final de descanso en Kvitøya por las tripulaciones de dos barcos, el Bratvaag y el Isbjørn.
La expedición Bratvaag combinaba la exploración científica y la caza de focas en la nave Bratvaag, de Ålesund. La parte científica de la expedición, dirigida por el Dr. Gunnar Horn, tenía el propósito de estudiar los glaciares en los mares del archipiélago de Svalbard. El 5 de agosto de 1930 se encontraba en una partida de caza de focas cerca a Kvitøya, una isla normalmente inaccesible por los barcos de caza de la época, ya que solía estar rodeada de una gruesa capa de hielo polar y oculta normalmente por una espesa neblina.
Sin embargo, el verano de 1930 fue particularmente cálido y el mar alrededor estaba prácticamente libre de hielo. Kvitøya era conocida como un buen sitio para la caza de morsas y la neblina era relativamente tenue. La tripulación del Bratvaag aprovechó esta rara oportunidad para desembarcar en la llamada "isla inaccesible". Buscando agua, dos marineros, Olav Salen y Karl Tusvick, encontraron el bote de Andrée junto a un arroyo congelado bajo capas de nieve, completamente equipado, incluyendo un gancho con la leyenda «Andrées polarexpedition, 1896» [Expedición polar de Andrée, 1896]. Cuando el capitán del Bratvaag, Peder Eliassen, vio el gancho, envió a la tripulación al sitio a buscar a los miembros de la expedición. Entre otros hallazgos se encontraron un diario y dos esqueletos, los cuales fueron identificados como los restos de Andrée y de Strindberg, por los monogramas en sus ropas.
El Bratvaag dejó la isla para continuar sus planes de cacería y observación, para regresar más tarde, esperando que el hielo se hubiera derretido y descubrir así más hallazgos. Enviaron un mensaje a la prensa y a las autoridades noruegas sobre su descubrimiento. Cuando la nave regresó el 26 de agosto, el mar picado les impidió acercarse a la isla.
Otros hallazgos se realizaron luego por el M/K Isbjørn de Tromsø (Noruega), otra nave de caza de focas contratada por periodistas para alcanzar el Bratvaag. Al no alcanzar la otra nave, los periodistas y la tripulación del Isbjørn se dirigieron a Kvitøya ellos mismos.
Llegaron a la isla el 5 de septiembre con buen clima, descubriendo que el hielo se había derretido lo suficiente, lo que permitió el descubriendo de nuevos hallazgos. Fotografiaron el área y tras una búsqueda sistemática, encontraron el tercer cuerpo, intacto, de Frænkel, así como varios artefactos, incluyendo una caja de estaño con las películas, bitácoras y mapas de Strindberg.
Las tripulaciones de ambos barcos, el Bratvaag y el Isbjørn, entregaron sus hallazgos a la comisión científica creada por los gobiernos sueco y noruego en Tromsø, respectivamente el 2 y 16 de septiembre. Los cuerpos de los tres exploradores fueron transportados a Estocolmo llegando allí el 5 de octubre.

## Legado

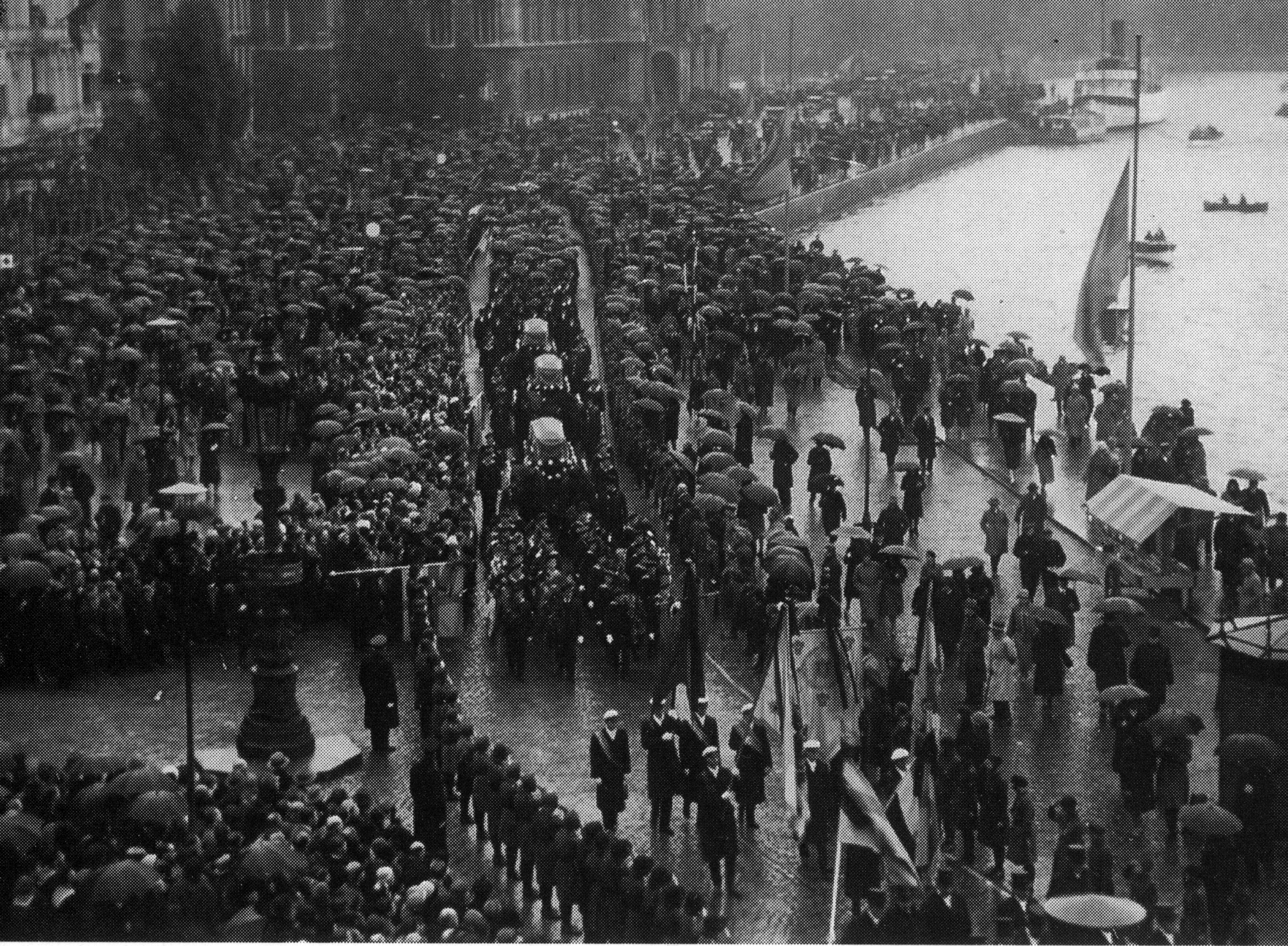
Los restos de los tres hombres son llevados directamente del barco al centro de Estocolmo bajo manifestaciones de duelo nacional. Foto de prensa del 5 de octubre de 1930.

Durante la época en la que se efectuó la expedición, el atrevido proyecto de Andrée fue algo utilizado para exaltar el orgullo nacional y los sueños de que Suecia pudiera tomar una posición de liderazgo en la exploración científica del Ártico.
Andrée fue nombrado en general como el ingeniero Andrée, reflejando el pensamiento de la época en que los ingenieros eran representantes del desarrollo social a través de descubrimientos científicos.
Los tres exploradores fueron ovacionados cuando partieron, y llorados por la nación cuando desaparecieron. Cuando los encontraron fueron exaltados por su heroísmo en los dos meses de lucha que les tomó llegar a un sitio poblado, y se les vio como ofrendas desinteresadas en busca de la ciencia y el progreso.
El historiador sueco Sverker Sörlin escribe que el retorno de los cuerpos a Estocolmo «ha debido ser una de las manifestaciones más solemnes y grandiosas de duelo nacional que hayan ocurrido en Suecia. Uno de los pocos eventos comparables es el luto nacional que siguió al hundimiento del M/S Estonia en septiembre de 1994».
En tiempos más modernos se han cuestionado los motivos heroicos de Andrée. El primero fue la novela semidocumental y superventas de Per Olof Sundman Ingenjör Andrées luftfärd (1967), en el cual Andrée es retratado como víctima de las exigencias de los medios de comunicación y de la clase científica y política sueca, así como un hombre voluble motivado más por el temor que por el valor.
La interpretación de Sundman del drama de las personas, las debilidades del nacionalismo sueco y el papel de la prensa fueron refutados en la película homónima de Jan Troell Ingenjör Andrées luftfärd (1982), basada en su libro y que le valiera una nominación al Oscar.
La apreciación del papel de Nils Strindberg en la expedición ha aumentado, tanto por la fortaleza con la cual un estudiante mal preparado y sin entrenamiento físico continuaba tomando fotografías, en las que debieron haber sido condiciones de permanente riesgo de colapso por la fatiga y la exposición al frío, así como por la calidad artística de las fotografías.
De los 240 negativos que se encontraron en Kvitøya, 93 fueron recuperados por John Hertzberg en el mismo lugar de trabajo de Strindberg, el Real Instituto de Tecnología de Estocolmo (KTH).
En su artículo de 2004 «Recovering the Visual History of the Andrée Expedition: A Case Study in Photographic Research», Tyrone Martinsson se lamenta del enfoque tradicional de los investigadores sobre las fuentes escritas, los diarios, y apunta a las fotografías como fuentes primarias con importancia histórica.
Desafortunadamente los negativos originales fueron maltratados durante su larga estadía en el KTH.
Estas imágenes son únicas, tanto por su carácter documental como por la prontitud de John Hertzberg en revelarlas.

## Miscelánea
En 1983, el compositor estadounidense Dominick Argento creó un ciclo de canciones para barítono y piano titulado The Andrée Expedition. El ciclo pone música a textos de los diarios y las cartas.
Parte de los restos de la expedición de Andrée, entre ellos la góndola, se encuentran hoy exhibidos en el Museo Nanoq, en Jakobstad (Finlandia). Allí se encuentran también piezas de otras famosas expediciones polares, por ejemplo de las de Fridtjof Nansen y de Roald Amundsen.
En 1982, el actor Max Von Sydow encarnó al ingeniero Andrée en el filme de Jan Troell El vuelo del Águila.